# Naushabah Khan
Pour les articles homonymes, voir Khan.
Naushabah Parveen Khan (/nəˈʃɑːbə ˈkɑːn/ nə-SHAH-bə KAHN) est une personnalité politique britannique du Parti travailliste. Elle est députée pour Gillingham and Rainham depuis 2024.

## Biographie

### Jeunesse
Naushabah Khan fréquente la Fort Pitt Grammar School et la Sir Joseph Williamson's Mathematical School. Elle obtient un Bachelor of Arts (BA) en histoire à l'université de Birmingham en 2007. Elle obtient ensuite un diplôme d'études supérieures en droit à la BPP Law School en 2013.

### Carrière politique
Elle se présente comme candidate travailliste à Rochester and Strood lors de l'élection partielle de 2014 et à l'élection générale de 2015, mais n'est pas élue. En 2024, elle est élue députée de Gillingham and Rainham, battant le député conservateur sortant Rehman Chishti.